# Seven de Francia 2000
El Seven de Francia de 2000 fue la quinta edición del torneo de rugby 7, fue el décimo y último torneo de la primera temporada de la Serie Mundial Masculina de Rugby 7.
Se disputó en la instalaciones del Estadio Charléty de París.

## Fase de grupos

### Grupo A
| Equipo  | Encuentros | Encuentros | Encuentros | Encuentros | Tantos  | Tantos    | Tantos     | Puntos |
| Equipo  | jugados    | ganados    | empatados  | perdidos   | a favor | en contra | diferencia | Puntos |
| ------- | ---------- | ---------- | ---------- | ---------- | ------- | --------- | ---------- | ------ |
| Fiyi    | 3          | 3          | 0          | 0          | 146     | 14        | 132        | 9      |
| Francia | 3          | 2          | 0          | 1          | 101     | 57        | 44         | 7      |
| Irlanda | 3          | 1          | 0          | 2          | 57      | 104       | -47        | 5      |
| Japón   | 3          | 0          | 0          | 3          | 19      | 148       | –129       | 3      |

Nota: Se otorgan 3 puntos al equipo que gane un partido, 2 al que empate y 1 al que pierda

### Grupo B
| Equipo         | Encuentros | Encuentros | Encuentros | Encuentros | Tantos  | Tantos    | Tantos     | Puntos |
| Equipo         | jugados    | ganados    | empatados  | perdidos   | a favor | en contra | diferencia | Puntos |
| -------------- | ---------- | ---------- | ---------- | ---------- | ------- | --------- | ---------- | ------ |
| Nueva Zelanda  | 3          | 3          | 0          | 0          | 115     | 31        | 84         | 9      |
| Argentina      | 3          | 2          | 0          | 1          | 62      | 49        | 13         | 7      |
| Marruecos      | 3          | 1          | 0          | 2          | 55      | 64        | -9         | 5      |
| Estados Unidos | 3          | 0          | 0          | 3          | 19      | 107       | -88        | 3      |

### Grupo C
| Equipo               | Encuentros | Encuentros | Encuentros | Encuentros | Tantos  | Tantos    | Tantos     | Puntos |
| Equipo               | jugados    | ganados    | empatados  | perdidos   | a favor | en contra | diferencia | Puntos |
| -------------------- | ---------- | ---------- | ---------- | ---------- | ------- | --------- | ---------- | ------ |
| Australia            | 3          | 3          | 0          | 0          | 122     | 19        | 103        | 9      |
| Canadá               | 3          | 2          | 0          | 1          | 50      | 60        | -10        | 7      |
| Barbarians franceses | 3          | 1          | 0          | 2          | 39      | 73        | -34        | 5      |
| Escocia              | 3          | 0          | 0          | 3          | 36      | 95        | -59        | 3      |

### Grupo D
| Equipo     | Encuentros | Encuentros | Encuentros | Encuentros | Tantos  | Tantos    | Tantos     | Puntos |
| Equipo     | jugados    | ganados    | empatados  | perdidos   | a favor | en contra | diferencia | Puntos |
| ---------- | ---------- | ---------- | ---------- | ---------- | ------- | --------- | ---------- | ------ |
| Sudáfrica  | 3          | 3          | 0          | 0          | 85      | 19        | 66         | 9      |
| Inglaterra | 3          | 2          | 0          | 1          | 58      | 54        | 4          | 7      |
| Samoa      | 3          | 1          | 0          | 2          | 45      | 41        | 4          | 5      |
| Georgia    | 3          | 0          | 0          | 3          | 33      | 107       | -74        | 3      |

## Fase Final

### Cuartos de final
| 28 de mayo | Argentina | 35 - 21 | Fiyi |  |  |

| 28 de mayo | Sudáfrica | 24 - 7 | Canadá |  |  |

| 28 de mayo | Nueva Zelanda | 19 - 0 | Sudáfrica |  |  |

| 28 de mayo | Australia | 26 - 21 | Inglaterra |  |  |

### Semifinal
| 28 de mayo | Argentina | 14 - 19 | Sudáfrica |  |  |

| 28 de mayo | Australia | 7 - 26 | Nueva Zelanda |  |  |

### Final
| 28 de mayo | Sudáfrica | 10 - 69 | Nueva Zelanda |  |  |

| Bandera de Nueva Zelanda |
| Campeón Nueva Zelanda    |
| 5º título del circuito   |